# Mona: The Virgin Nymph
Mona (Mona: The Virgin Nymph) è un film pornografico statunitense del 1970 diretto da Michael Benveniste & Howard Ziehm (non accreditati) e prodotto da Bill Osco. Fu il secondo lungometraggio (dopo Blue Movie del 1969) che conteneva scene di sesso esplicito non simulato (anche se senza penetrazione) a ricevere ampia distribuzione nei cinema statunitensi. Tuttavia, a differenza di Blue Movie, che era più un esperimento artistico di cinema d'avanguardia, Mona si può considerare il primo film per adulti con una trama vera e propria.

## Trama
Mona e il fidanzato Jim stanno facendo un picnic; dopo essersi eccitati iniziano a spogliarsi a vicenda e a fare l'amore, ma la ragazza ferma Jim prima che questi possa penetrarla in quanto ha promesso alla madre di restare vergine fino al matrimonio. Tuttavia soddisfa con gioia il ragazzo, praticandogli una fellatio. Poco tempo dopo Mona ha anche un rapporto lesbico con una prostituta. Jim, da parte sua, copula con la madre della fidanzata. In un cinema quest'ultima masturba e pratica sesso orale al direttore della sala, ma Jim coglie sul fatto i due: l'uomo dice a Mona che la punirà chiamando tutte le persone con cui lei ha fatto sesso orale. Jim lega la donna a un letto e tutti i suoi precedenti partner la circondano, impegnandosi in una festa sessuale orale molto lunga e intensa. Alla fine del film, Mona e sua madre confessano entrambe le loro relazioni sessuali.

## Produzione e distribuzione
Mona aprì la strada alla diffusione di altri film hard in seguito usciti nelle sale durante la cosiddetta "Golden Age of Porn" (1969-1984) e fu d'ispirazione per altri prodotti dello stesso genere. La vera gola profonda (Deep Throat) (1972), per esempio, prese alcuni spunti dalla trama di Mona.
I registi Michael Benveniste e Howard Ziehm e il produttore Bill Osco non apparvero nei titoli di testa del film per ragioni di carattere legale. Gli incassi della pellicola, circa 2 milioni di dollari, aiutarono a finanziare il successivo Flesh Gordon - Andata e ritorno... dal pianeta Porno! (1974) diretto dagli stessi registi. Nel 1976, Bill Osco produsse Alice nel paese delle pornomeraviglie, altra pellicola di enorme successo.